# Benedikt Fuchs
Benedikt Fuchs (* 8. Jänner 1987 in Wien) ist ein österreichischer Journalist und Fernsehmoderator. Er präsentierte von 2021 bis 2024 die Fernseh-Nachrichtensendung Niederösterreich heute, ab Jänner 2022 war er Chefredakteur des Österreichischen Rundfunks in Niederösterreich.

## Leben
Benedikt Fuchs besuchte nach der Volksschule in Purkersdorf das dortige Gymnasium, wo er 2005 maturierte. An der Universität Wien studierte er Politikwissenschaften sowie Theater-, Film- und Medienwissenschaften, das Studium schloss er 2010 als Bachelor of Arts in Politikwissenschaften sowie mit einer Diplomarbeit zum Thema Die politischen Haltungen im Leben und im Werk von Thomas Bernhard bei Wolfgang Greisenegger als Magister der Philosophie ab. Bei Rudi Dolezal absolvierte er einen Medien-Kreativ-Kurs und führte einzelne Projektarbeiten bei dessen Filmproduktionsfirma DoRo durch.
Beim Österreichischen Rundfunk begann er 2008 als multimedialer Redakteur im ORF-Landesstudio Niederösterreich in St. Pölten, wo er sieben Jahre lang Chef vom Dienst der Fernseh-Nachrichtensendung Niederösterreich heute und stellvertretender Online-Chef war und acht Jahre als Redakteurssprecher fungierte. Außerdem leitete er die Kulturredaktion, ab 2018 war er Koordinator der Landesstudios in der ORF-Generaldirektion.
Mit 1. Jänner 2022 wurde er Chefredakteur des ORF Niederösterreich. Er folgte in dieser Funktion Robert Ziegler nach, der Landesdirektor des ORF Niederösterreich wurde. Die Bestellung erfolgte von ORF-Generaldirektor Alexander Wrabetz in Abstimmung mit dem designierten Generaldirektor Roland Weißmann auf Vorschlag von Landesdirektor Norbert Gollinger und dessen Nachfolger Ziegler.
Aufgrund einer Auszeit von Fuchs übernahm im November 2024 die stellvertretende Chefredakteurin Claudia Schubert zunächst interimistisch die Leitung der Redaktion. Nach einer über sechsmonatigen Auszeit wechselte er ins ORF-Zentrum Küniglberg zum Organisationsteam rund um den Eurovision Song Contest 2026. Im Juli 2025 wurde Schubert als seine Nachfolgerin zur Chefredakteurin des ORF Niederösterreich bestellt.

## Auszeichnungen
- 2022: Journalist des Jahres – Local Hero (Niederösterreich)[9][10]